# پلیس قاتل
پلیس قاتل (انگلیسی: Killer Cop؛ ایتالیایی: La polizia ha le mani legate) یک فیلم جنایی ایتالیایی به کارگردانی لوچانو ارکولی است که در سال ۱۹۷۵ منتشر شد.

## بازیگران
- کلاودیو کاسینلی
- آرتور کندی
- فرانکو فابریتسی
- پائولو پوآره
- برونو زانین
- جووانی جانفرییا
- والریا دوبیچی
- سارا اسپراتی
- فرانچسکو دآدا
- جولیانا ریورا
- جک لمون (راوی فیلم در نسخهٔ انگلیسی‌زبان آن)